# レクエルド
レクエルド(Recuerdo)とは、オスバルド・プグリエーセ作曲のタンゴ。

## 概要
1924年の作品。「想い出」という意味。エドゥアルド・モレーノ(Eduardo Moreno)の歌詞がついている。
プグリエーセ楽団自身の録音も人気があるが、フリオ・デ・カロ楽団や、オラシオ・サルガン楽団、アニバル・トロイロ楽団、レオポルド・フェデリコ楽団の録音も評価が高い。
過剰なテンポルバートや有名なC#のオクターブのみで記される「間奏」は、最初から存在していたわけではない。